# Véra Pavlova
Pour les articles homonymes, voir Pavlova.
Véra Todorovna Pavlova (en bulgare : Вера Тодоро́ва Павло́ва), née le 19 février 1912 à Gabrovo et morte en 2003, est une médecin, historienne de la médecine, activiste communiste et héros de guerre bulgare.

## Biographie

### Jeunesse, formation et activité politique
Véra Pavlova est née à Gabrovo mais grandi à Ihtiman, dans la famille du professeur marxiste Todor Pavlov, ce qui la mène à participer depuis son enfance à activités dans des groupes communistes bulgares, avant d'entreprendre des études dans un gymnase. En 1926, avec l'aide du Secours Rouge elle fut emmenée de Bulgarie en Autriche en tant que membre d'un groupe de 30 enfants de participants à l'insurrection du 23 septembre 1923. À partir de là elle fut transportée en Allemagne et placée à l'orphelinat Moprheim, à Elgersburg, parrainée par Parti communiste d'Allemagne. Pendant cette période, elle a étudié et passerait ses vacances avec les enfants allemands d'ouvriers à Hambourg, Cologne et Dresde, apprenant l'allemand.
Venu le printemps 1928, elle serait encore déplacée en URSS et placée dans le foyer international pour enfants de Moscou. Elle participerait en tant qu'apprentie à l'usine Trekhgornaya,. En 1931, Pavlova complète sa formation en technicienne chimiste de  production textile et le titre de maître chimiste. Pendant ses études à l'école technique, elle rejoint le Komsomol. Par la suite, durant trois ans, elle a travaillé dans une usine, tout en organisant des activités et en dirigeant le comité d'usine du Komsomol.
En juin 1941, elle obtient son diplôme du 2ᵉ Institut médical de Moscou et est affectée à travailler dans la RSS de Moldavie. Pendant ses études à l'institut, elle a rejoint le Parti communiste de l'URSS et a également suivi des cours de traumatologie et d'orthopédie à l'Institut central de traumatologie et de prothèse avec le professeur N.N.Priorov.

### Activité militaire
Le 22 juin 1941, jour de déclenchement de  l'invasion nazie de l'URSS, Véra et son mari, Yu. Davydov (1917 - 1996), décident de s'enrôler comme volontaires. Ils seraient assignés chirurgiens et formés en urgence.
En octobre 1941, le Bureau des Affaires étrangères du Parti communiste bulgare envisagea la possibilité d'inclure Véra Pavlova dans un groupe agents clandestins combattant sous les lignes ennemies en territoire bulgare et elle fut envoyée dans une école spéciale, où elle suivit aussi une formation de parachutisme et communications radio. Dans la nuit du 8 octobre 1943, V. Pavlova et un autre agent ont été déployés depuis un avion Polikarpov Po-2 dans les forêts de Tsuman pour rejoindre le détachement partisan des « Gagnants ».
Le 8 novembre 1943, les forces de police allemande  attaquèrent leur camp principal. Pavlova prodiguait des soins médicaux à proximité immédiate du champ de bataille et devrait se battre pour couvrir le convoi des blessés. Après leur départ, ils seraient encore attaqués près du village de Velki-Tselkovichi.
Le 1ᵉʳ janvier 1944, sur le territoire de la région de Lviv le groupe souffre une embousquade par des nationalistes ukrainiens. À la suite de cela, Pavlova assume les fonctions de médecin en chef du groupe.
Dans la soirée du 5 février 1944, ils franchiraient la ligne de front, entrant en contact avec des unités avancées de la division de cavalerie de l'Armée rouge. À la demande de V. Pavlova, elle fut enrôlée dans le détachement de partisans du nom de Bogdan Khmelnitski, pour effectuer des reconnaissances dans les Carpates et agir ensuite dans le sens de l'avancée des troupes soviétiques en Hongrie.
Au cours de son séjour dans le seul détachement partisan de D.N. Medvedev en 1943-1944, a personnellement participé à 33 batailles et a eu à effectuer une grande quantité d'opérations médicales sur des camarades et des civils,. Elle finira la guerre à l'hôpital, en traitement à la suite d'une néphrite.
Le journal de Véra Pavlova, qu'elle a tenu entre 1943 et 1944 à fait objet d'une exposition au Musée d'histoire militaire de Sofia.

### Pratique médicale
Après la fin de la guerre, elle a soutenu sa thèse de doctorat sur le thème « Histoire des soins de santé dans la République populaire bulgare (История здравоохранения в Болгарской Народной республике) à l'Académie des sciences médicales de l'URSS avant de retourner en Bulgarie. Puis entre 1945 et 1947, elle ;exerce comme médecin à Sofia.

### Activité académique
Son travail deviendra d'autant plus connu en fondant l'école scientifique d'histoire de la médecine en Bulgarie.
Elle participe aussi grandement à la diffusion de l'histoire de la médecine en Biélorussie et en 1961, elle devient présidente de la Société biélorusse d'historiens de la médecine et en 1966, elle devient dirigeante du département d'histoire de l'Académie médicale de la République nationale de Biélorussie et la section des historiens des sciences à l'Institut historique de l'Académie bulgare des sciences.
Elle était la rédactrice en chef de l'almanach Asclepius, un annuaire international des pays socialistes sur l'histoire de la médecine.
Elle participera à une trentaine de congrès scientifiques internationaux. Lors du XVIIe Congrès international d'histoire de la médecine, V. Pavlova a fut élue à la direction de l'Association internationale des historiens de la médecine.
Pavlova était l'organisatrice du XXVIe Congrès international sur l'histoire de la médecine (tenu en août 1978 à Plovdiv ), ainsi que du 1ᵉʳ Congrès national bulgare d'histoire de la médecine (qui a eu lieu en 1981 à Choumen).

## Distictions
- Médaille "Partisan de la Guerre Patriotique" 1ᵉʳ degré (29 juin 1944)[12].
- Ordre de l'Étoile Rouge[1].
- Héros du travail socialiste (NRB)[1].
- Commande "Georgi Dimitrov".
- Membre correspondante de l'Académie internationale d'histoire des sciences.

## Travaux et revues
- Asclépios : Annuaire bulgaro-soviétique d'histoire et de théorie de la médecine (болгаро-советский ежегодник истории и теории медицины / ред. В. Павлова, Б. Д. Петров) / éd. V. Pavlova, B. D. Petrov. volume 1. Sofia, "Médecine et éducation physique"("Медицина и физкультура"), 1970 - 327 pp., illus.
- Asclépios : Annuaire bulgaro-soviétique d'histoire et de théorie de la médecine (Асклепий: болгаро-советский ежегодник истории и теории медицины) / éd. V. Pavlova, B. D. Petrov. 2ieme volume. Sofia, "Médecine et éducation physique", 1972 - 309 pp.
- Asclépios : annuaire international de l'histoire et de la théorie de la médecine des pays socialistes / éd. V. Pavlova. tome 4. Sofia, "Médecine et éducation physique"("Медицина и физкультура"), 1978 - 197 p.
- Histoire de la médecine en Bulgarie (История на медицина в България) / éd. sur le prof. dr. V. Pavlova. Sofia, "Médecine et éducation physique" ("Медицина и физкультура"), 1980.(bg)
- V. Pavlova. Novoto in naukata d'après l'expérience de la guerre de libération de 1877-1878 (Новото в науката от опита на Освободителната война 1877-1878), Sofia, 1995.(bg)